# عظمت و انحطاط شهر ماهاگونی

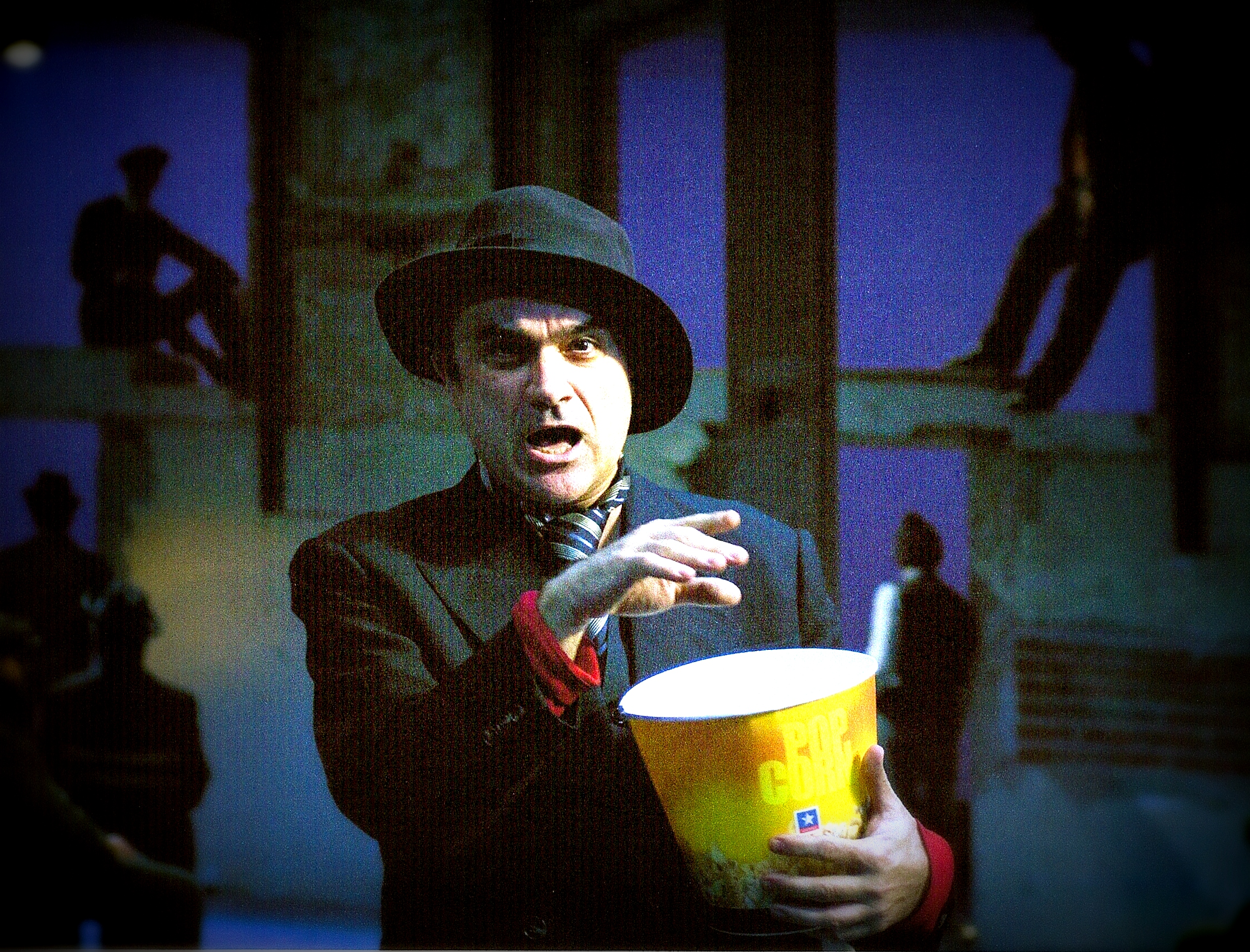
Aufstieg und Fall der Stadt

عظمت و انحطاط شهر ماهاگونی (به آلمانی: Aufstieg und Fall der Stadt Mahagonny) اپرای معروف آلمانی در ۳ پرده، با اپرانامه برتولت برشت و آهنگ‌سازی کورت وایل بود که نخستین‌بار در سال ۱۹۳۰ میلادی در تئاتر بزرگ شهر روستوک به‌روی صحنه رفت.